# CART Precision Racing
CART Precision Racing est un jeu vidéo de course d'indycar sur PC. Sorti en 1997, il est développé par Terminal Reality et édité par Microsoft Studios.
Le jeu est basé sur le championnat américain de voitures monoplaces, le Champ Car.

## Pilotes
| N° | Pilote                | Pays       | Equipe                                    | Pneus     |
| -- | --------------------- | ---------- | ----------------------------------------- | --------- |
| 1  | Jimmy Vasser          | États-Unis | Tarjet/Chip Ganassi Racing Honda          | Firestone |
| 2  | Al Unser Jr           | États-Unis | Penske Mercedes                           | Goodyear  |
| 3  | Paul Tracy            | Canada     | Penske Mercedes                           | Goodyear  |
| 4  | Alessandro Zanardi    | Italie     | Tarjet/Chip Ganassi Racing Honda          | Firestone |
| 5  | Gil de Ferran         | Brésil     | Walker Racing Honda                       | Goodyear  |
| 6  | Carl Haas             | États-Unis | Newman/Haas Racing Ford                   | Goodyear  |
| 7  | Bobby Rahal           | États-Unis | Team Rahal Ford                           | Goodyear  |
| 8  | Bryan Herta           | États-Unis | Team Rahal Ford                           | Goodyear  |
| 9  | Dario Franchitti      | Écosse     | Hogan Racing LLC Mercedes                 | Firestone |
| 11 | Christian Fittipaldi  | Brésil     | Newman/Haas Racing Ford                   | Goodyear  |
| 16 | Patrick Carpentier    | Canada     | Bettenhausen Motorsports/ Team A Mercedes | Goodyear  |
| 17 | Mauricio Gugelmin     | Brésil     | PacWest Racing Group Mercedes             | Firestone |
| 18 | Mark Blundell         | Angleterre | PacWest Racing Group Mercedes             | Firestone |
| 19 | Michel Jourdain Jr    | Mexique    | Payton/Coyne Racing Ford                  | Firestone |
| 20 | Scott Pruett          | États-Unis | Patrick Racing Ford                       | Firestone |
| 21 | Richie Hearn          | États-Unis | Della Penna Motorsports Ford              | Goodyear  |
| 24 | Hiro Matsushita       | Japon      | Arciero/Wells Racing Toyota               | Firestone |
| 25 | Max Papis             | Italie     | Arciero/Wells Racing Toyota               | Firestone |
| 27 | Parker Johnstone (en) | États-Unis | Team Green Honda                          | Firestone |
| 31 | Andre Ribeiro (en)    | Brésil     | Tasman Motorsports Honda                  | Firestone |
| 32 | Adrian Fernandez      | Mexique    | Tasman Motorsports Honda                  | Firestone |
| 36 | Juan Fangio           | Argentine  | All American Racers Toyota                | Goodyear  |
| 40 | Raul Boesel           | Brésil     | Patrick Racing Ford                       | Firestone |
| 77 | Gualter Salles (en)   | Brésil     | Davis Racing Ford                         | Goodyear  |
| 98 | PJ Jones (en)         | États-Unis | All American Racers Toyota                | Goodyear  |
| 99 | Greg Moore            | Canada     | Forsythe Racing Mercedes                  | Firestone |